# Beaufay
Beaufay település Franciaországban, Sarthe megyében. Lakosainak száma 1523 fő (2022. január 1.). Beaufay Courcemont, Briosne-lès-Sables, Torcé-en-Vallée, Sillé-le-Philippe, Savigné-l’Évêque, Courcebœufs és Ballon-Saint-Mars községekkel határos.

## Népesség
A település népességének változása:
| Lakosok száma | 1429 | 1474 | 1496 | 1491 | 1499 | 1506 | 1507 | 1514 | 1523 |
|               | 2013 | 2015 | 2016 | 2017 | 2018 | 2019 | 2020 | 2021 | 2022 |